# Ассоциация психологических наук
Ассоциация психологических наук (англ. Association for Psychological Science, APS ; ранее — Американское психологическое общество, англ. American Psychological Society) — международная некоммерческая организация, чья миссия состоит в том, чтобы поощрять, защищать и продвигать интересы научно ориентированной психологии в исследованиях, применение, обучение и совершенствование благосостояния человека. С этой целью APS публикует несколько журналов, проводит ежегодное собрание, распространяет результаты исследований в области психологических наук для широкой общественности и работает с политиками для усиления поддержки научной психологии.

## История
АПН была основана в 1988 году группой исследователей и научно ориентированных практиков, которые были заинтересованы в продвижении научной психологии и ее представлении на национальном и международном уровне. Эта группа считала, что Американская психологическая ассоциация (АПА) не оказывает надлежащей поддержки научным исследованиям, поскольку она сосредоточена на практической/клинической стороне психологии и фактически «стала гильдией».
Напряженность между учеными и практиками обострилась. У этих двух групп были противоположные убеждения в отношении таких спорных вопросов, как научные и человеческие ценности, детерминизм против индетерминизма, объективизм против интуиционизма, лабораторные исследования и полевые исследования, номотетические против идиографических объяснений и элементализма против холизма (Simonton, 2000).
Основание AПН было только самым последним примером давних междисциплинарных напряжений, которые характеризовали поле с момента создания AПA в 1892 году.
Организованная психология всегда представляла различные группы, и начиная с 1970-х годов, было несколько попыток реструктурировать АПА в целях смягчения внутренних напряжений и удовлетворения потребностей гетерогенной группы. В 1987 году Ассамблея научных и прикладных психологов (ASAP/АНПП) сформировалась для поддержки других усилий по реорганизации, но в конечном итоге этот план реорганизации был отклонен членством AПA в начале 1988 года. Как следствие, в августе 1988 года АНПП стала AПН.
AПН быстро росла, превысив 5000 членов за первые шесть месяцев. В настоящее время членами Ассоциации являются 33 000 психологических ученых в США и за рубежом, чьи специальности охватывают весь спектр научных, прикладных и учебных специальностей.

## Официальные лица
Президент (2018-2019) — Барбара Тверская (учительский колледж, Колумбийский университет). Избранным президентом является Лиза Фельдман Барретт (Северо-Восточный университет). В недавнем прошлом президентом был Раджарам Супарна (Университет Стоуни Брук). Исполнительным директором является Сара Брукхарт. Почетным исполнительным директором является Алан Г. Краут.

## Членство
AПН насчитывает 33 000 членов и включает ведущих психологов и ученых, врачей, исследователей, преподавателей и администраторов. При вступлении в AПН члены получают доступ к публикациям Ассоциации, в том числе: Психологические науки, текущие направления психологических наук, психологические науки в интересах общества, перспективы психологической науки, клиническая психологическая наука, достижения в методах и практике в области психологических наук и журнал наблюдателя. Члены также получают скидку на регистрационные ставки в ежегодной конвенции АПН. На этих конвенциях члены могут общаться с другими членами, представлять исследования и встречаться с другими выдающимися исследователями.

### Собрания студентов АПН
Членство также разрешено в партнерской форме для студентов и аспирантов, получающих степень или эквивалент в психологии в аккредитованном учебном заведении. Собрания студентов АПН (APSSC) является представительным органом этих студенческих филиалов Ассоциации психологических наук. Все выпускники и аспиранты APS автоматически становятся членами APSSC. Возможности участия включают участие в качестве представителя кампуса, просмотр исследовательских соревнований или публикацию в студенческих публикациях «Студенческая тетрадь» и «Студенческое обновление».
APSSC представляет широкий спектр программ для студентов и профессионалов в области ранней карьеры каждый год в ежегодной конвенции AПН.

## Общественная деятельность
AПН публикует исследования в области психологии с целью повышения общественного понимания психологической науки. Веб-сайт AПН служит новостным порталом для психологической науки, предоставляя результаты исследований для широкой аудитории, сохраняя при этом научный подход в этой области. Кроме того, на сайте размещен архив для блогов «Мы — только человек и полная фронтальная психология» от писателя науки Рея Херберта. Версия его блогов появилась в Huffington Post.
В феврале 2011 года AПН инициировало работу в Википедии, призвав членов AПН и их учеников писать, редактировать и обновлять записи в Википедии, уделяя особое внимание расширению сферы охвата и качества охвата психологической науки.

## Учебные инициативы
AПН осуществляет надзор за несколькими инициативами, способствующими преподаванию психологической науки. Фонд AПН по обучению и общественному пониманию психологических наук, созданный при поддержке фонда David & Carol Myers, поддерживает мероприятия, направленные на повышение уровня образования и коммуникации в научном и академическом секторах психологии. AПН является одним из спонсоров ежегодного учебного института совместно с Ежегодной конвенцией АПН и спонсирует и ежегодно подготавливает участие членов в Национальном институте по преподаванию психологии. AПН также спонсировала Институт преподавания при первой Международной конвенции психологических наук (ICPS), которая проходила в Амстердаме в марте 2015 года. Учителя психологии средней школы могут получить бесплатную подписку на онлайн-конференцию. Текущие направления в психологической науке, которые включают статьи, особенно хорошо подходящие для использования в классе. Политика использования класса AПН: нет никакой перепечатки, авторского права или разрешения, необходимого для использования какой-либо статьи AПН для любой учебной, учебной или образовательной деятельности при условии, что перепродажа не произойдет.

## Пропаганда
AПН была создана в значительной степени, чтобы обеспечить сильный и отдельный голос для психологической науки. С момента своего основания AПН выступает за финансирование фундаментальных и прикладных поведенческих исследований путем просвещения федеральных научных руководителей о роли поведенческих наук в здравоохранении, образовании, производительности и других областях, представляющих национальный интерес. AПН возглавила усилия по созданию следующих программ:
- Отдельное управление социальных, поведенческих и экономических наук в Национальном научном фонде. Согласно докладу «Наука и правительство», AПН находилась в «авангарде» этих усилий.
- Предоставлять программы для новых исследователей поведенческой науки в нескольких институтах Национального института здоровья (NIH). Эти программы, известные как B / START (поведенческие премии за научную направленность для быстрого перехода), обеспечивают раннюю поддержку недавно отчеканенных докторов наук (PhDs).[11][12]
- Национальный институт центров психического здоровья для исследований поведенческой науки. Эти центры помогли перевести основные выводы поведенческой науки в приложения.[13]
- Управление исследований поведенческих и социальных наук НИИ (OBSSR). AПН поддержал формирование OBSSR, и AПН работал с Конгрессом для развития своей миссии.[14]
- Создание сети базовых поведенческих и социальных возможностей NIH (OppNet), финансирующей исследования на сумму 120 миллионов долларов США до 2014 года.[15]

AПН также публикует журнал «Психологическая наука в интересах общественности», который предоставляет политикам и непсихологической аудитории научный взгляд на вопросы, имеющие непосредственное отношение к широкой общественности.

## Международная интегративная психологическая наука
АПН — это международная организация, в которой участвуют более 80 стран, причем примерно 20 процентов членов ассоциации прибывают из-за пределов Северной Америки. AПН предоставляет дом для поддисциплины психологической науки, а также исследования, которые пересекают дисциплинарные и географические границы.
Каждый год ежегодная конвенция APS объединяет психологов и преподавателей со всего мира для сквозных программ, охватывающих эту дисциплину. Программа Конвенции состоит из приглашенных переговоров, адресов, симпозиумов и специальных мероприятий, а также представленных симпозиумов и стендовых докладов.
В марте 2015 года в Амстердаме, Нидерланды, была проведена первая Международная конвенция психологических наук (МКПН/ICPS), организованная под эгидой AПН. Это первое в своем роде мероприятие послужило форумом для презентаций по исследованиям и методологии во всех психологических науках, нейробиологии, генетике, социологии, антропологии, экономике, лингвистике и смежных областях. В марте 2017 года в Вене, Австрия, был проведен второй МКПН.
МКПН (ICPS) является результатом более широкой инициативы по интегративной психологической науке, которую контролирует руководящий комитет всемирно известных исследователей в области психологии, которые прилагают усилия и стимулируют достижения, направленных на решение научных проблем, в основном на исследования, проведенные на нескольких уровнях анализа, в нескольких отраслях психологии и смежных дисциплинах.

## Публикации
англ.  Association for Psychological Science academic journals
- Психологическая наука (с 1989 года по настоящее время)
- Современные направления в психологической науке (с 1992 года по настоящее время)
- Психологическая наука в интересах общества (с 2000 года по настоящее время)
- Перспективы психологической науки (с 2006 года по настоящее время)
- Клиническая психология (с 2013 года по настоящее время)
- Достижения в области методологии и практики в области психологических наук (первый выпуск, 2018 год)
- Ежемесячный журнал Observer информирует членов о вопросах, затрагивающих исследования, академические и прикладные дисциплины в этой области.

## Награды и почести
- Награда Уильяма Джеймса: награждает членов AПН за их значительный интеллектуальный вклад в фундаментальную науку психологии. Получатели должны быть членами AПН, признанными на международном уровне за выдающийся вклад в научную психологию.
- Джеймс Маккин Награда Коллегии Кэттелла (Cattell Fellow Award) : признает членов APS на всю жизнь выдающимся вкладом в прикладные психологические исследования. Получатели должны быть членами APS, исследования которых затрагивают критическую проблему в обществе в целом.
- Премия наставника, ментора (Mentor Award): признает тех, кто значительно способствовал продвижения карьере других людей, почитая членов AПН, которые мастерски помогают студентам и другим людям найти свой собственный голос и открыть для себя свои исследовательские и карьерные цели.
- Премия Джанет Тейлор Спенс, Награда за Преобразующий вклад в начале карьеры: признает преобразующий вклад в начале карьеры в психологической науке. Лауреаты премии должны отражать передовые идеи психологической науки.
- Стипендиаты AПН: присуждается членам AПН, которые внесли устойчивый выдающийся вклад в науку психологии в области исследований, преподавания, обслуживания или применения.[16]
- AПН восходящая звезда: награда за раннюю карьеру с 2009 года, в которой признаются «исследователи, чья инновационная работа уже продвинулась вперед и сигнализирует о большом потенциале для их дальнейшего вклада в психологическую науку».